# Château de Vincennes (métro de Paris)
Pour les articles homonymes, voir Château de Vincennes (homonymie).
Château de Vincennes est une station de la ligne 1 du métro de Paris, située à la limite du 12e arrondissement de Paris et de la commune de Vincennes.

## Situation
La station est située à la limite de Paris et Vincennes sous les avenues de Paris et de Nogent, entre l'avenue du Château et le square Jean-Jaurès, le long du château de Vincennes.

## Histoire
La station doit son nom au château de Vincennes, château royal, situé à proximité.
Dans le cadre de l'automatisation de la ligne 1, les quais de la station sont rehaussés les 25, 26 août, 1er et 2 septembre 2008 et entre le jeudi 24 septembre (22 h) et le dimanche 27 septembre 2009, où la station était totalement fermée pour travaux, la station Bérault devenant le terminus provisoire de la ligne.

### Fréquentation
Nombre de voyageurs entrés à cette  station :
| Année                      | 2013      | 2014      | 2015      | 2016      | 2017      | 2018      | 2019      | 2020      | 2021      |
| -------------------------- | --------- | --------- | --------- | --------- | --------- | --------- | --------- | --------- | --------- |
| Nombre de voyageurs par an | 5 122 469 | 5 365 513 | 5 426 141 | 5 581 700 | 5 539 169 | 5 544 176 | 6 353 285 | 3 735 738 | 3 617 738 |
| Rang                       | 81e       | 72e       | 71e       | 69e       | 70e       | 73e       | 50e       | 34e       | 71e       |
| Nombre de stations         | 302       | 302       | 302       | 302       | 302       | 302       | 302       | 304       | 304       |

## Services aux voyageurs

### Accès
La station a six bouches de métro dont deux situées sur le territoire de Paris (la 3 et la 4) :
- Accès no 1 « Avenue de Paris » : 48° 50′ 41″ N, 2° 26′ 14″ E ;
- Accès no 2 « Avenue du Château » : 48° 50′ 41″ N, 2° 26′ 14″ E ;
- Accès no 3 « Maréchaux » : 48° 50′ 40″ N, 2° 26′ 24″ E ;
- Accès no 4 « Fort Neuf » : 48° 50′ 39″ N, 2° 26′ 26″ E ;
- Accès no 5 « Marigny » : 48° 50′ 40″ N, 2° 26′ 26″ E ;
- Accès no 6 « Bois de Vincennes » : 48° 50′ 40″ N, 2° 26′ 26″ E.

Accès à la station
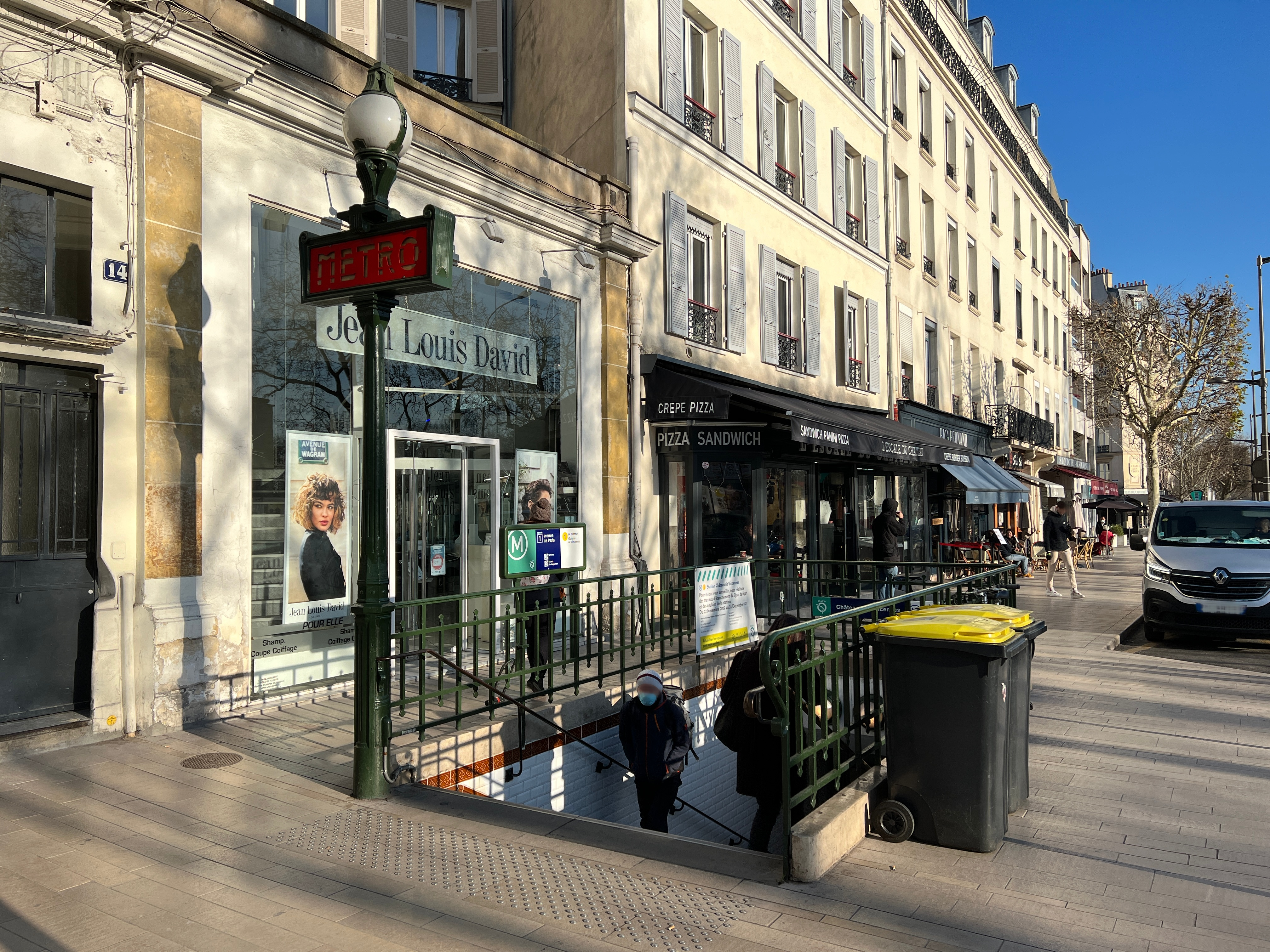
Accès no 1, avenue de Paris.
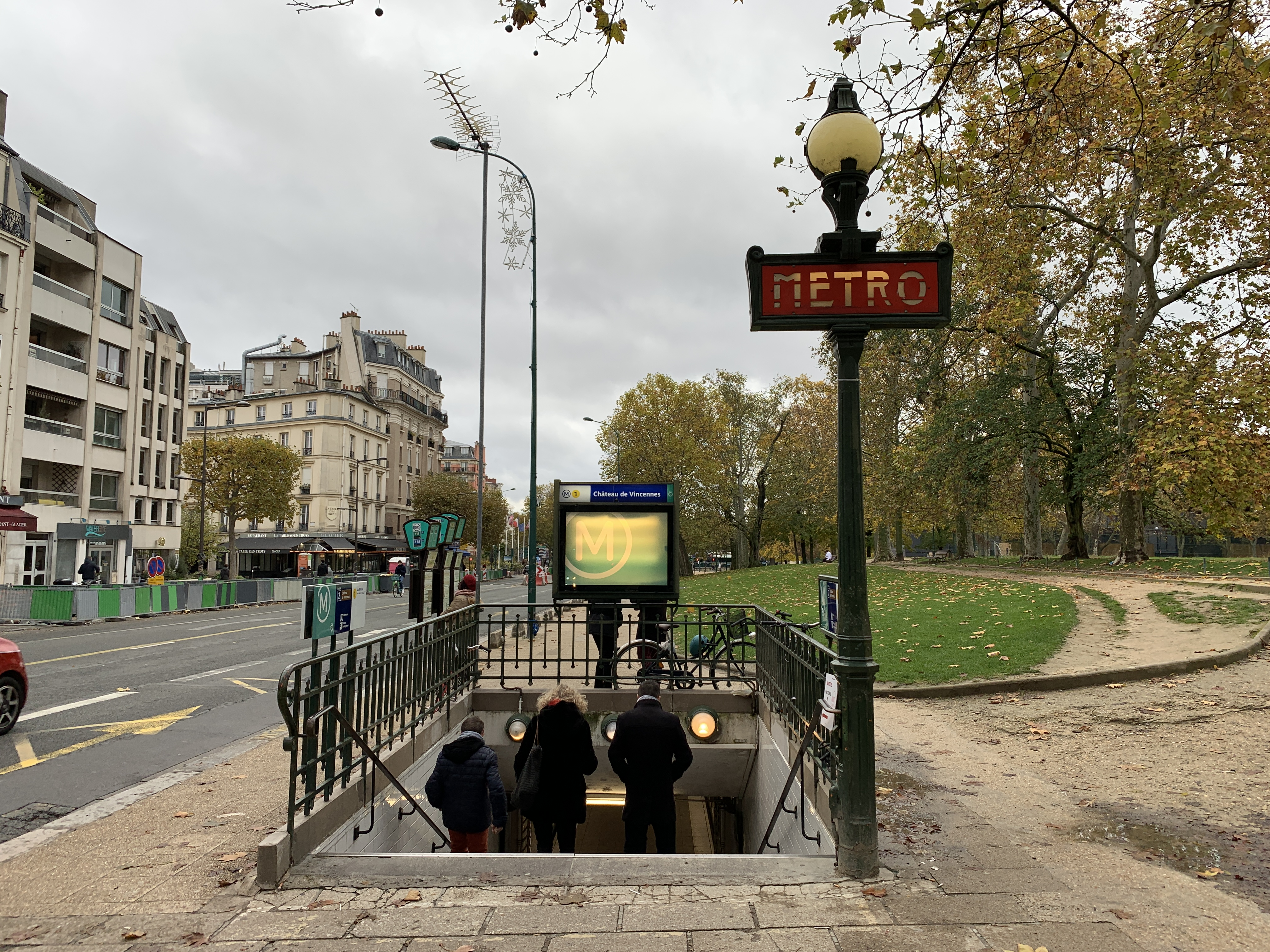
Accès no 2, avenue du Château.
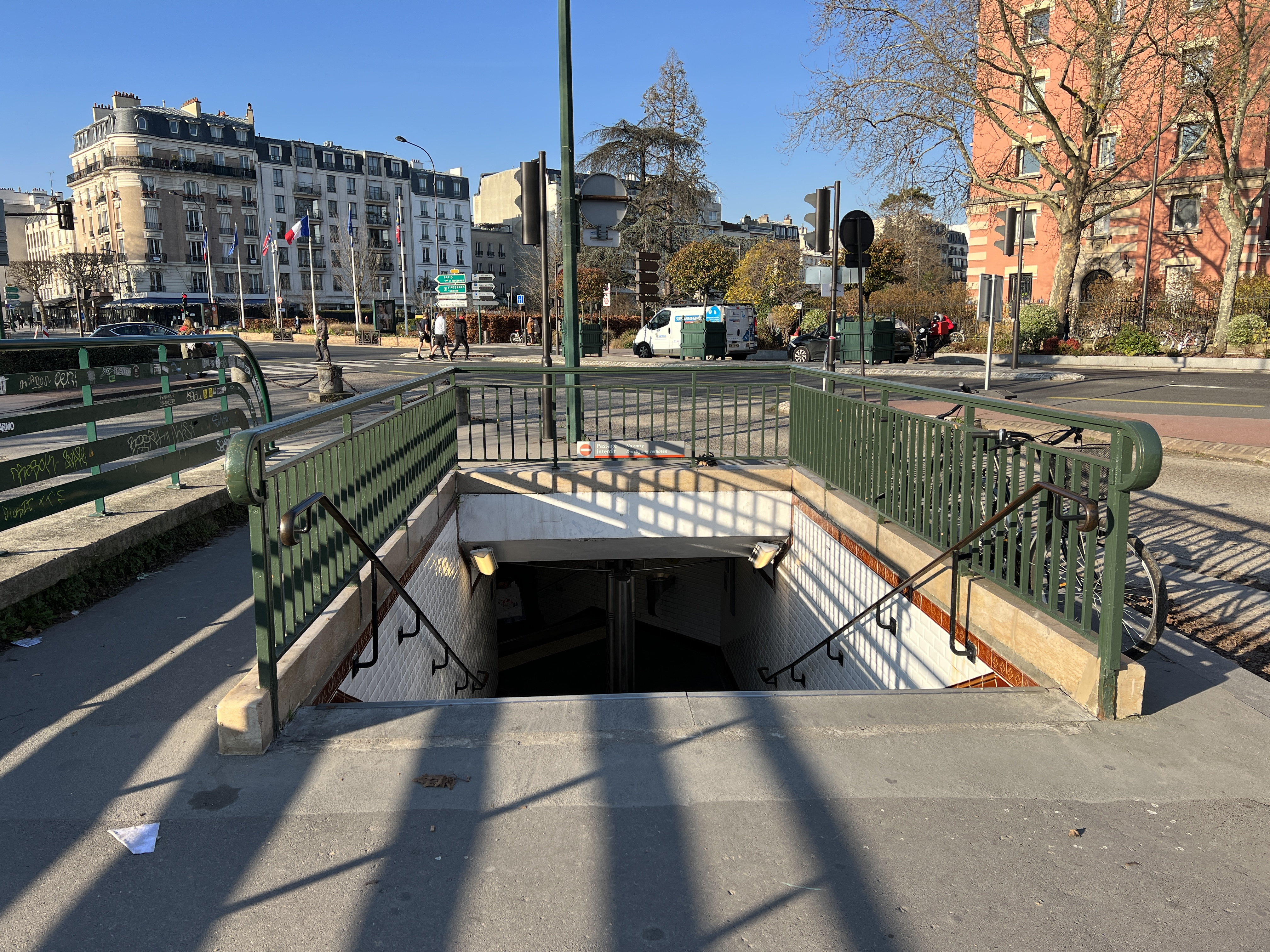
Accès no 3, Maréchaux.
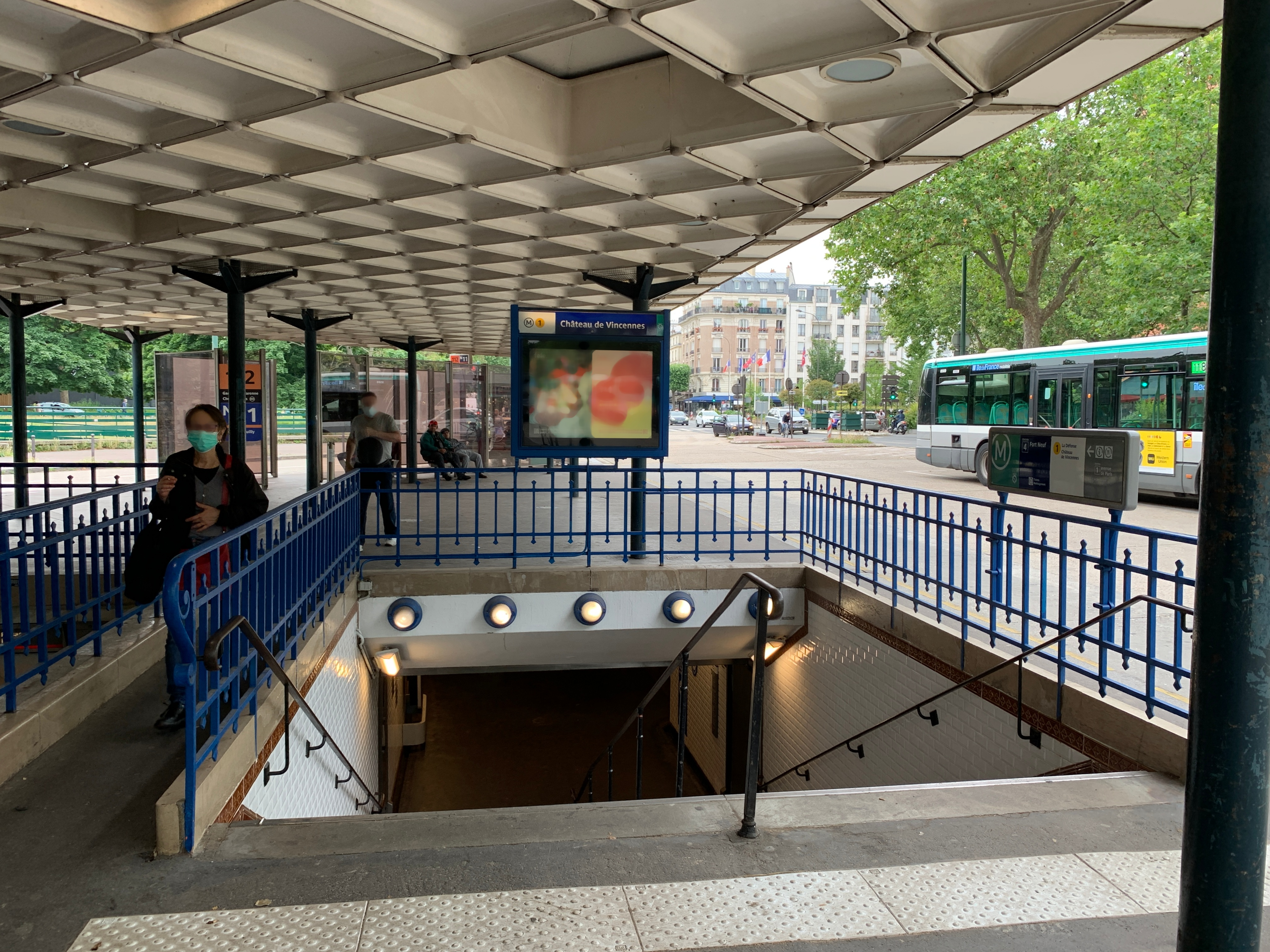
Accès no 4, Fort Neuf.
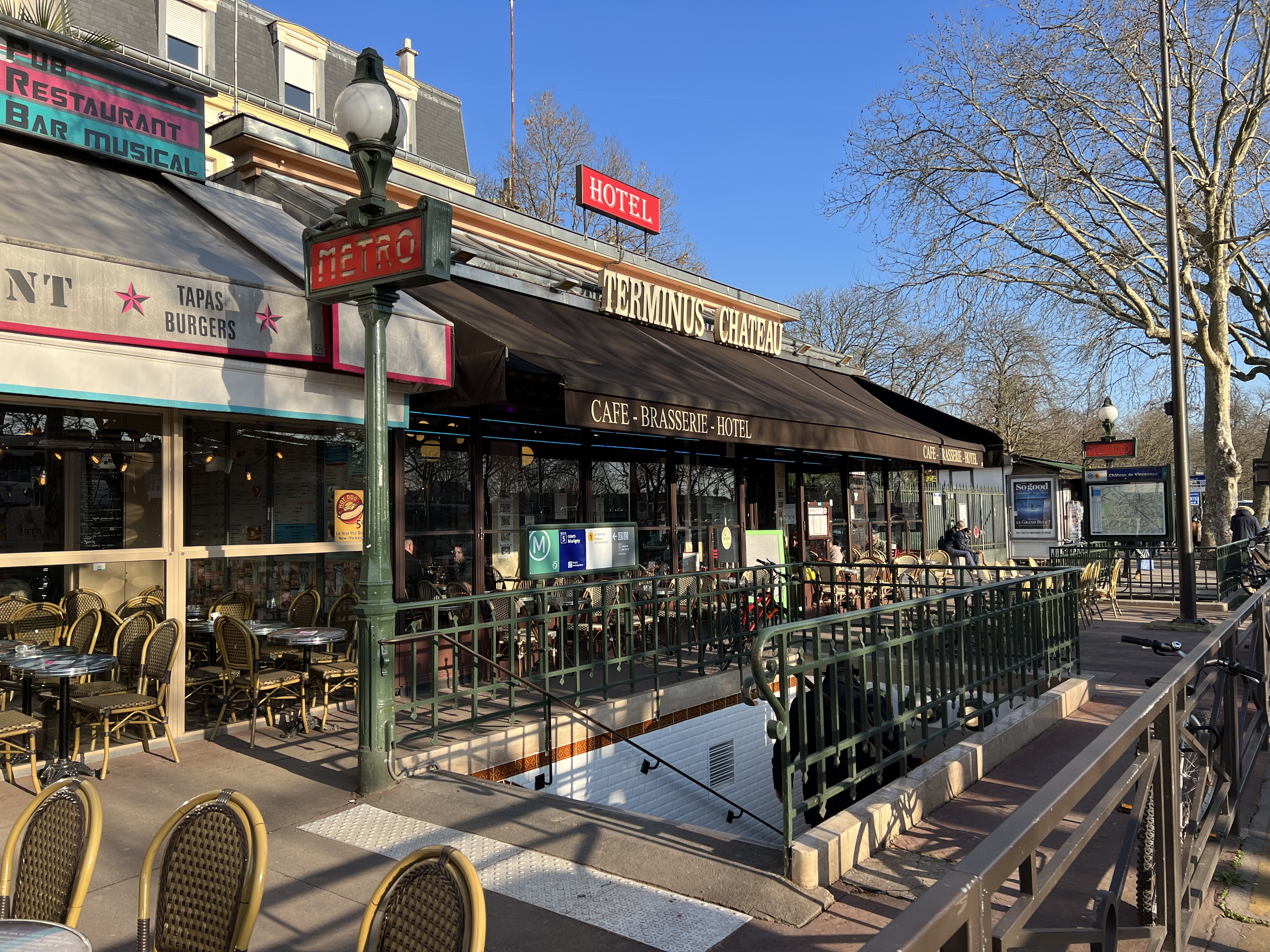
Accès no 5, Marigny.
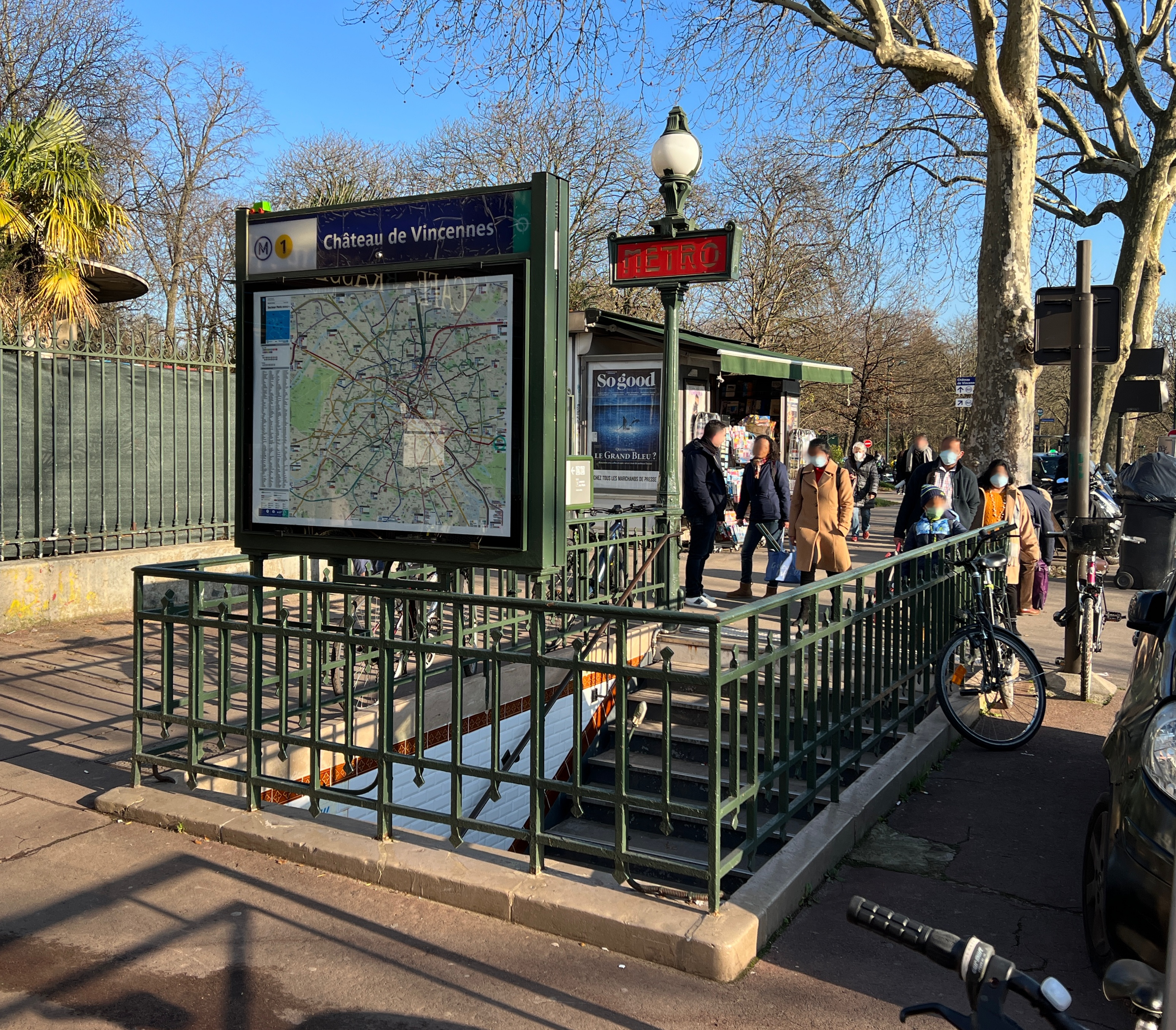
Accès no 6, bois de Vincennes.

### Quais

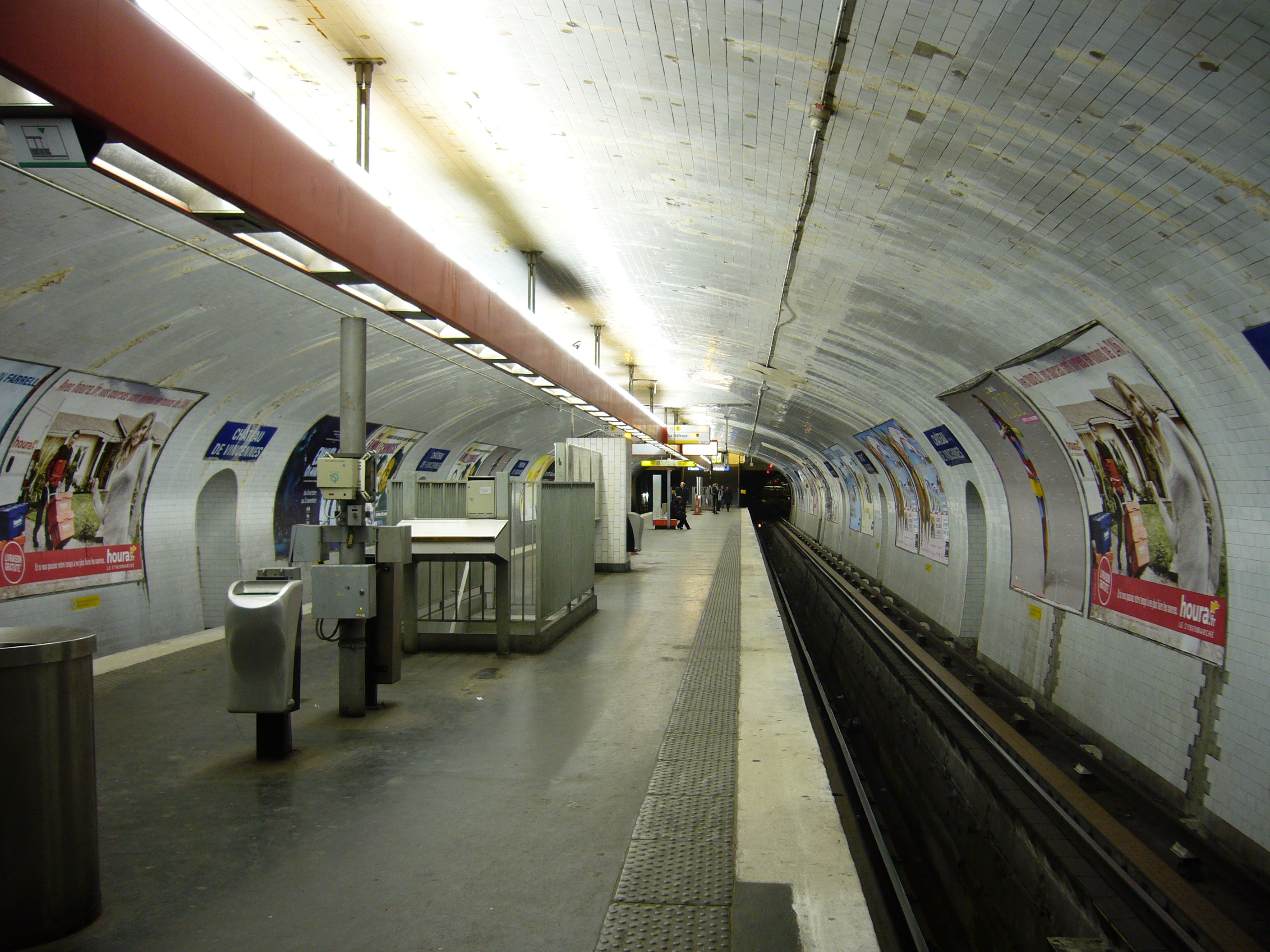
Le quai de départ en direction de La Défense, en 2008.

La station est le terminus oriental de la ligne. Les quatre voies, encadrant deux quais centraux, se trouvent dans deux demi-stations identiques ; la première sert à l'arrivée des trains, la seconde au départ de ceux-ci en direction de La Défense. La voie d'arrivée la plus au sud est utilisée pour procéder au nettoyage de l'intérieur des rames.
Le quai d'arrivée est de style « Mouton-Duvernet » (voûte peinte, et zone carrelée à la verticale) mais a vu son éclairage remplacé par des bandeaux de style « Bruno-Gaudin » à l'occasion de l'automatisation de la ligne ; le quai de départ est quant à lui rénové en style « Andreu-Motte, type B », à carreaux plats blancs, avec un caisson d'éclairage rouge et une petite banquette en maçonnerie, à carrelage rouge. Les deux quais ne possèdent plus de sièges.

### Intermodalité
La station est desservie par les lignes 46, 56, 112, 114, 115, 118, 124, 210, 318 et 325 du réseau de bus RATP ainsi que la navette autonome du bois de Vincennes, qui ont pour terminus une gare routière. La nuit, la station est desservie par les lignes N11 et N33 du réseau de bus Noctilien.
La RATP fait apparaître sur les plans de la ligne 1 une correspondance par la voie publique entre la station de métro et la gare RER de Vincennes, bien que située à plus de 550 mètres et plus éloignée que la station d'à côté Bérault.

## À proximité

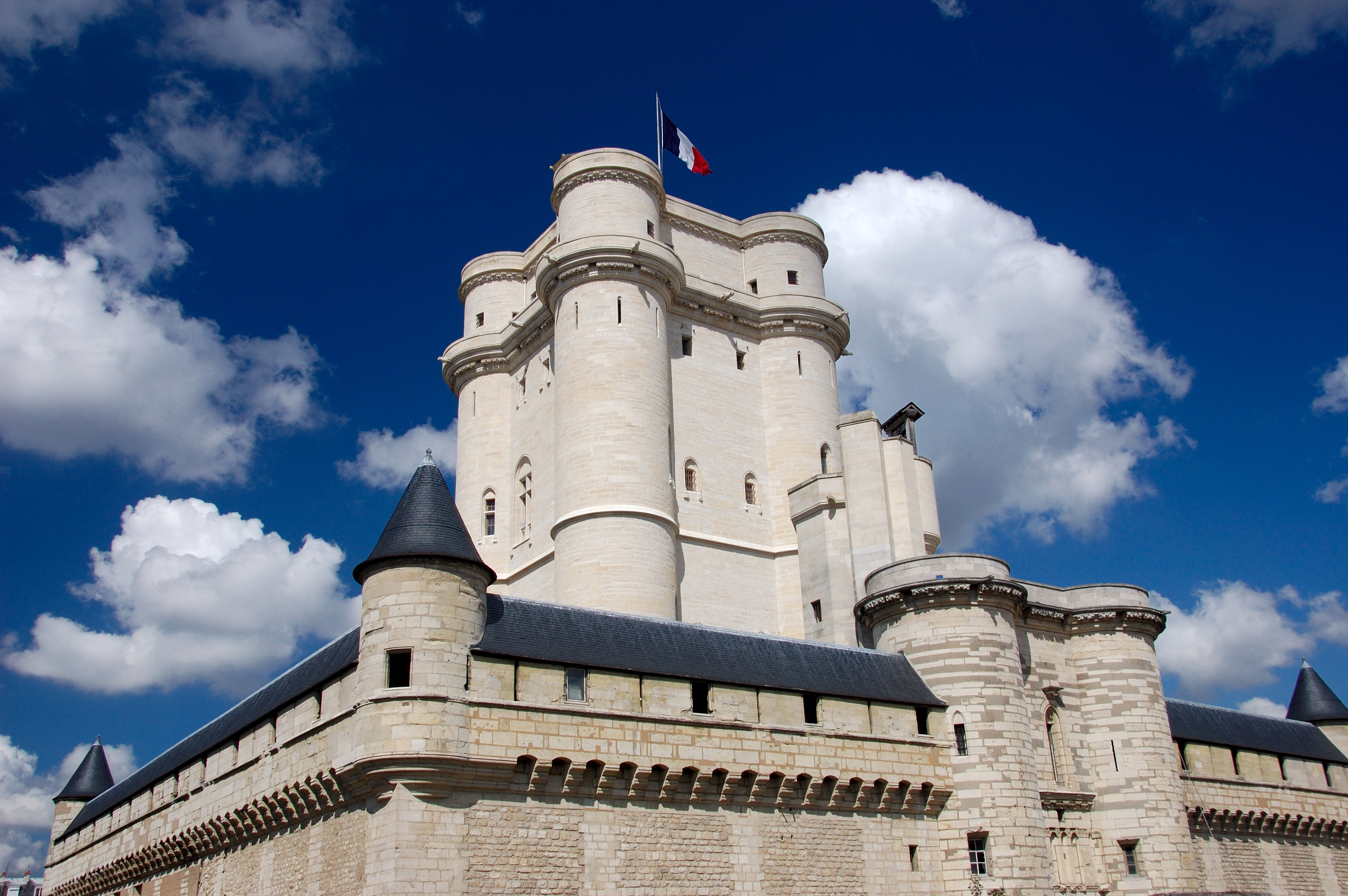
Le donjon du château de Vincennes.

- Le château de Vincennes, château royal.
- Le bois de Vincennes.
- Le parc floral de Paris, qui sert de parc d'exposition, ainsi que l'Institut national des sports et de l'éducation physique.
- L’hôtel de ville de Vincennes, ainsi que la promenade aménagée qui se trouve devant.